# Ottmaring (Dietfurt an der Altmühl)
Ottmaring ist ein Gemeindeteil der Stadt Dietfurt an der Altmühl im Landkreis Neumarkt in der Oberpfalz in Bayern.

Ottmaring um 1500. Ausschnitt aus einer Karte im Stadtarchiv Beilngries

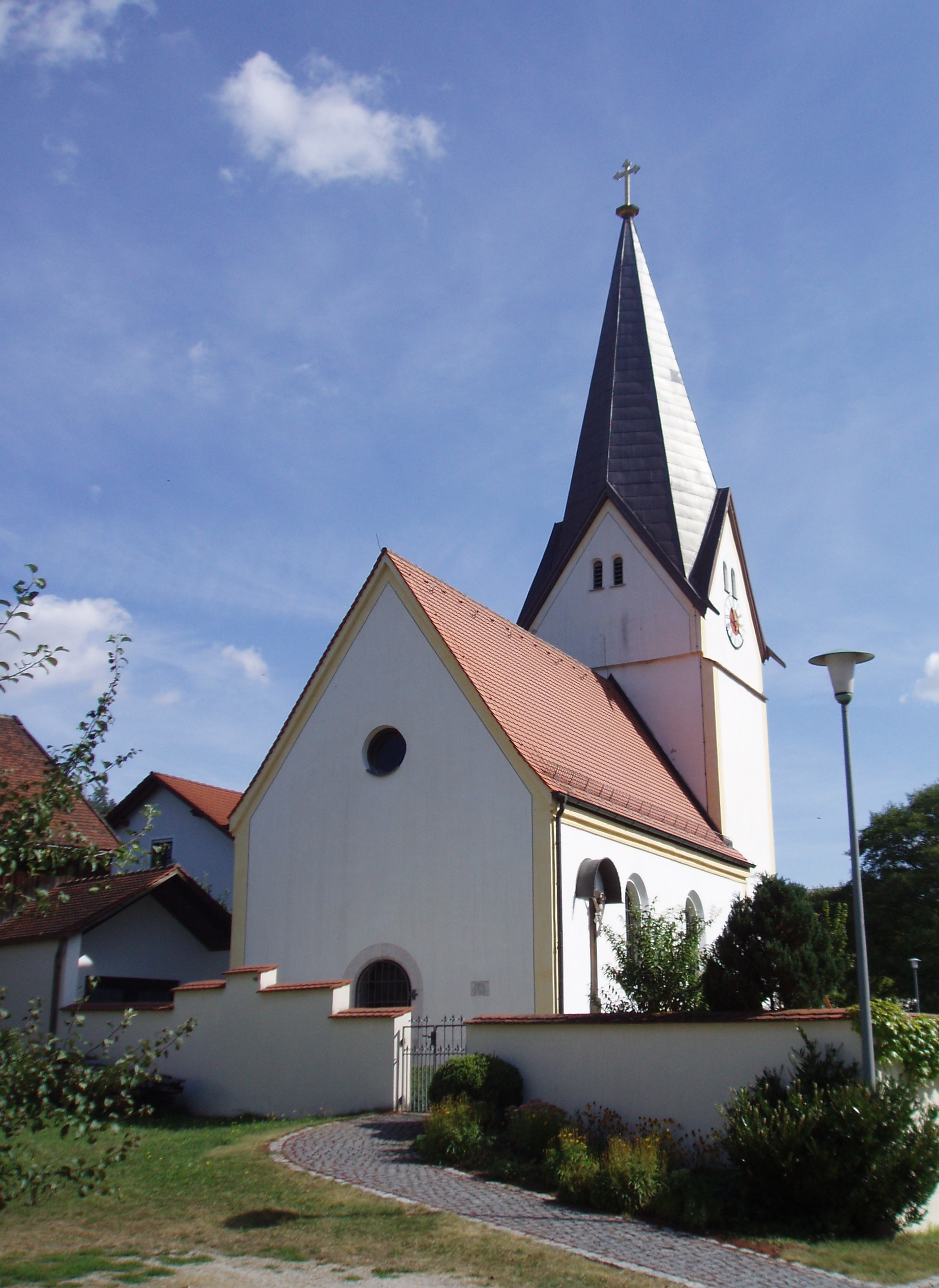
Die Ortskirche St. Otmar

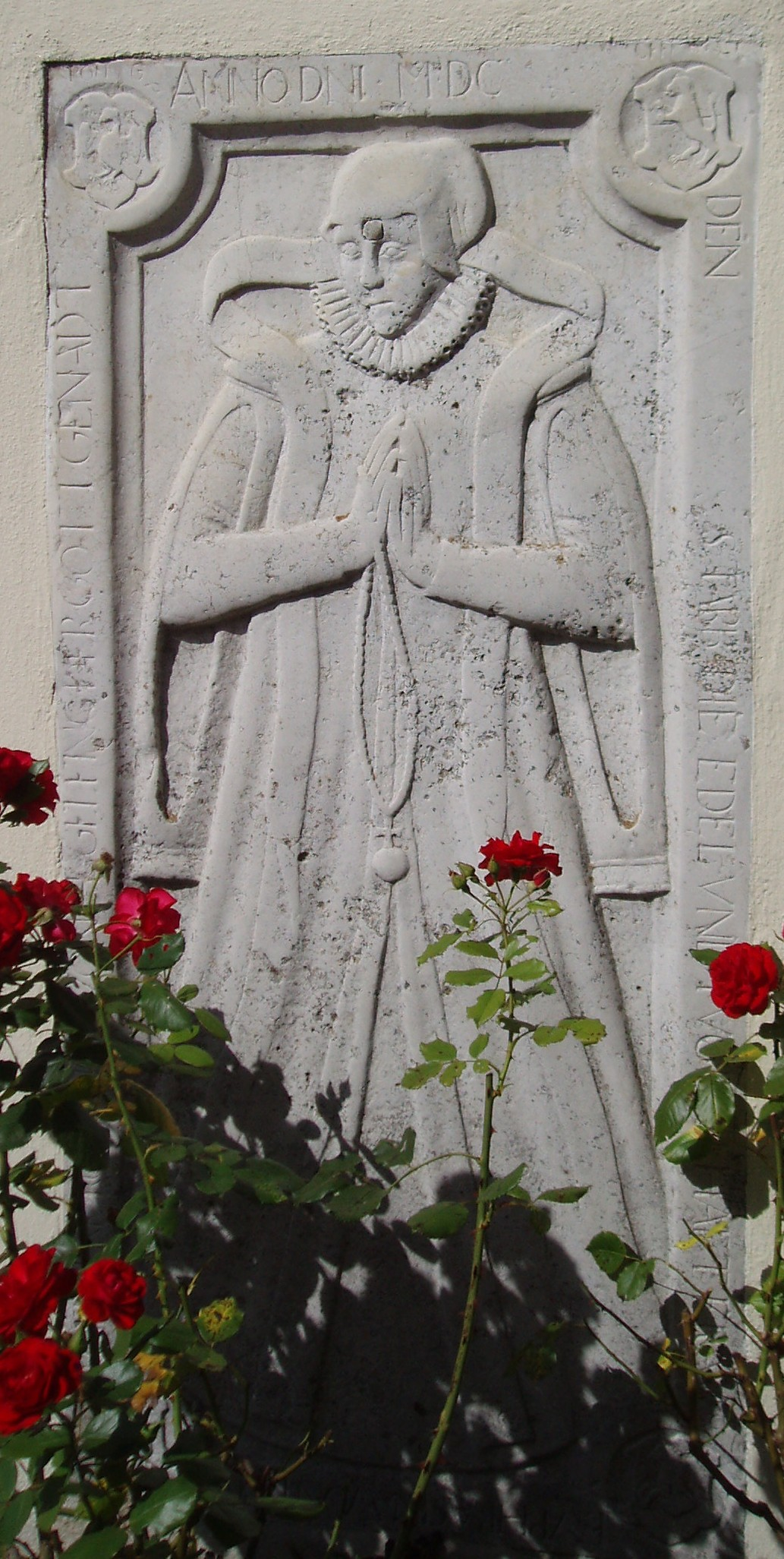
Grabstein der Euphrosine von Donneck

## Geografische Lage
Das Kirchdorf mit seinen circa 160 Einwohnern liegt im nach ihm benannten Ottmaringer Tal, das sich nördlich vom Altmühltal von Beilngries bis zum Dietfurter Becken erstreckt.

## Geschichte
Der Ort entstand im Zuge der Landnahme durch die Bajuwaren (6.–9. Jahrhundert). Der Ortsname soll nicht auf den Kirchenpatron St. Ottmar, sondern auf ein germanisches Sippenhaupt namens Otmar oder Audmer zurückgehen. Im Zuge der Hirschberger Erbschaft von 1305 kam „Ottmaëringen“ aus dem Besitz des letzten Grafen von Hirschberg, Gebhard VII., an das Hochstift Eichstätt. Damals war ein Liebhard von Ottmaring kaiserlicher Viztum. 
Das mittelalterliche Ottmaring war geprägt von einer frühgotischen Kirche und zwei Landadelssitzen, einem kleineren im Westen des Dorfes und dem „Ottmaringer Schloss“ als der größeren Anlage im Süden. Dessen adelige Besitzer waren 1496–1644 als Lehensleute Ministerialen des Eichstätter Bischofs. Die beiden Adelssitze sind abgegangen; nur noch vom kleineren haben sich Grundmauern erhalten, während die Überreste des einst hoch aufragenden südlichen Schlosses dem Bau des RMD-Kanals weichen mussten. Einige Grabsteine des einstigen Landadels sind in die Friedhofsmauer eingelassen.
Nach der Säkularisation kam Ottmaring 1804 an das Landgericht Beilngries (1862 Bezirksamt Beilngries, 1939 Landkreis Beilngries). Als dieser bei der Gebietsreform aufgelöst wurde, schloss sich Ottmaring am 1. Juli 1972 der Stadt Dietfurt an der Altmühl an und gehört seitdem zum Landkreis Neumarkt in der Oberpfalz.
Der Mühlbach, an dem das Dorf ursprünglich lag, ging 1830 im Ludwig-Donau-Main-Kanal auf, der durch das Ottmaringer Tal führte. Der Bau des RMD-Kanals im Jahr 1976 wiederum durch das Ottmaringer Tal war hinsichtlich des Naturschutzes des artenreichen Tales sehr umstritten. Im 19. Jahrhundert wurde im Ottmaringer Tal (Ottmaringer Moos) Torf abgebaut.

## Kultur und Sehenswürdigkeiten

### Bauwerke
Die katholische Filialkirche St. Ottmar besitzt als kleine Chorturmkirche einen mittelalterlichen Turm und ein barockes Langhaus. Der Turm mit Spitzhelm über vier Giebeln stammt aus dem 13. oder 14. Jahrhundert, erhielt aber erst im 18. Jahrhundert seinen heutigen Abschluss. Die erste Kirche wurde 1516 etwas verändert; Wandmalereien aus dieser Zeit, die das Letzte Abendmahl, das Leiden und die Auferstehung Jesu Christi zeigen, wurden 1921 bei einer Renovierung wiederentdeckt. 1854 wurde das Langhaus nach Westen erweitert und eine geschwungene Empore eingebaut. Das barocke Hochaltarbild von 1756 zeigt den Kirchenpatron als Abt von St. Gallen, zu dem Kranke kommen und um Heilung bitten. Die spätgotischen Seitenfiguren stellen links den heiligen Martin und rechts den heiligen Nikolaus dar. Die 1960 entfernten Seitenaltäre kamen nach einer Renovierung 1987 wieder in die Kirche; das linke Altarblatt zeigt eine Mondsichelmadonna, das rechte den heiligen Josef, beide im Nazarener-Stil. Mehrere spätgotische sowie hoch- und spätbarocke Figuren schmücken das Langhaus.
Zwei in die Friedhofsmauer eingelassene Grabsteine erinnern an die nach 1600 verstorbene Euphrosine von Donneck, Ehefrau des Hirschberger Pflegers Ferdinand von Donneck, der 1592 das untere Ottmaringer Schloss erwarb, und an Joachim Rieter von Kornburg zu Ottmaring, Hauptpfleger auf der Willibaldsburg Eichstätt, der 1619 in Ottmaring gestorben ist; neben seinem persönlichen Wappen zeigt der Stein die Insignien des Schwertordens von Aragonien und des Ordens vom Heiligen Grab in Jerusalem.
Im Mittelalter gehörte das Dorf zur Urpfarrei Kottingwörth. 1483–1611 war Ottmaring eigenständige Pfarrei, danach wurde es eine Filiale der Pfarrei Töging.

## Verkehr
Bei Ottmaring überquert eine Brücke den RMD-Kanal, so dass der Ort von der Verbindungsstraße Beilngries – Töging aus erreichbar ist. Von Dietfurt aus führt ebenfalls eine Straße nach Ottmaring. Beiderseits des RMD-Kanals sind Radwege angelegt.